# Museo Monumental de la Municipalidad Distrital de Huaura
El Museo Monumental de la Municipalidad Distrital de Huaura es un museo histórico ubicado en la Casa del Balcón de Huaura. Está dedicado a la memoria del general José de San Martín y la Expedición Libertadora. Es conocido popularmente como Museo Histórico Generalísimo José de San Martín o Museo de Sitio “Memorial San Martín”.

## Historia
Fue creado por Ley N° 15148 del 19 de septiembre de 1964, días después de haber sido inaugurada la ampliación de la Casa que sirvió de Cuartel General (6 de septiembre de 1964) por la Comisión Nacional del Sesquicentenario de la independencia del Perú. Las obras de acondicionamiento fueron encargadas al arquitecto Emilio Harth Terré.
El 21 de agosto de 1996 fue reconocido e incorporado en el Sistema Nacional de Museos del Estado.

## Exhibición permanente
Distribuidos en cuatro salas, se exhiben muebles utilizados por San Martín durante la campaña peruana, así como cuadros y piezas que describen el proceso independentista. También se muestran algunas piezas prehispánicas de las zonas arqueológicas de Acaray y Rontoy.